# Kikonai
Kikonai (jap. 木古内町 Kikonai-chō) – miasto w Japonii, w prefekturze Hokkaido, w podprefekturze Oshima. Według danych na rok 2020 miejscowość zamieszkiwało 3 832 mieszkańców , a gęstość zaludnienia wyniosła 17,8 os./km².